# Heteronympha penelope
Heteronympha penelope är en fjärilsart som beskrevs av Waterhouse 1937. Heteronympha penelope ingår i släktet Heteronympha och familjen praktfjärilar. Inga underarter finns listade i Catalogue of Life.

## Bildgalleri

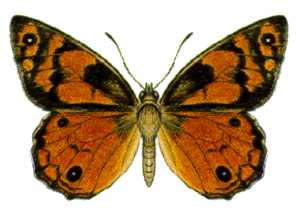